# Robustiana Armiño
Robustiana Armiño y Menéndez, de casada Robustiana Armiño de Cuesta (Gijón, 20 d'agost de 1821 - Madrid, 17 de juny de 1890) va ser una poeta espanyola.

## Biografia
Era filla d'un farmacèutic, Buenaventura Armiño, i de María Menéndez. No va rebre una bona educació, sinó que es va formar com a autodidacta, aprenent per si mateixa diversos idiomes. Des de l'adolescència va escriure i va publicar poemes en la premsa, amb sensibilitat i imaginació suficients per a fer-se un notable prestigi; així, per exemple, en El Nalón i Revista de Asturias, d'Oviedo, o en els periòdics pacenses El Guadiana i El Pensamiento. Va assistir amb 22 anys a l'Acadèmia Artística i Literària gijonesa fundada en 1842 per l'estudiant de dret Plácido Jove i Hevia, on es divulgaven els principis del Romanticisme i a la qual també acudia una jove poetisa liberal, Eulalia de Llanos. Jove i Hevia va publicar alguns poemes seus en la revista que dirigia a Madrid, La Primavera (1846).
En 1848 es va casar amb el metge Juan de la Cuesta Cherner, fundador i director de la Correspondencia Médica, i el matrimoni va marxar a Madrid en 1859; allí va seguir col·laborant en la premsa i va publicar narracions. Va sostenir correspondència amb Juan Eugenio Hartzenbusch, qui va ser el seu mentor; les contrarietats que li va causar harmonitzar la seva forta vocació literària amb els deures de dona casada la van fer pessimista i ombrívola.
Va ser sòcia de mèrit del Liceu de l'Havana, col·laboradora del Diario de la Marina publicat en aquesta mateixa ciutat i sòcia del Liceu de Badajoz. Va col·laborar també ocasionalment en El Eco del Comercio i en Ellas. Órgano oficial del sexo femenino (1851) i, sobretot, en el setmanari carlista Altar y Trono entre 1869 i 1872; en 1864 va ser la primera dona a Espanya a exercir el periodisme en solitari fundant la revista setmanal Ecos del Auseva, retitulada La Familia en 1875, des d'on difonia la ideologia del Carlisme. Va morir a Madrid el 17 de juny de 1890.
La seva novel·la Dramas de la costa va ser publicada per lliuraments en  La Ilustración Gallega y Asturiana (1880); transcorre a Albandi i Candás. Hi ha edició crítica moderna a càrrec de Luis Alberto Prieto García.

## Obres
- Poesías. Oviedo: Martínez Germans, 1851, 2 vols.
- Flores del Paraíso o Ilustración de la infancia. Gijón: González, 1852.
- Fotografías sociales. Madrid: I. Piules, 1862.
- El ángel de los tristes (Madrid, 1864).
- La culpa va en el castigo. Madrid: Srs. Martínez i Bogo, 1864.
- Las virtudes capitales. Contra soberbia, humildad.Madrid: Pedro Montero, 1865
- Dramas de la costa, novel·la original. Publicada en La Ilustración Gallega y Asturiana  de Madrid en 1880.